# Ото I
Вижте пояснителната страница за други личности с името Ото I.
Ото I Велики или Отон Велики (на немски: Otto I der Große) е херцог на Саксония, от 936 г. – крал на Източнофранкското кралство, а от 962 г. – император на Свещената Римска империя. Заради разцвета, който неговото кралство преживява по време на неговото управление, той още приживе е наречен Отон Велики.

## Произход
Произлиза от рода Лиудолфинги, познат след неговото управление и като Саксонска или Отонова династия. Син е на краля на Германия Хайнрих I Птицелов и Матилда Вестфалска.

## Управление

### Вътрешна политика
В стремежа си да обуздае сепаратистките стремежи на едрите феодали и да укрепи авторитета на кралската власт, Отон I се опитва да създаде съюз между църква и държава или по-скоро да постави църковните институции в служба на държавата. Материалната база за подобен съюз са обширните поземлени дарения, които краля прави на различни църковни институции, както и увеличения имунитет (права, които феодалът има над територията и населението ѝ), който Отон им предоставя. Имунитетните привилегии (съдебни, военни, административни и други) превръщат духовенството в много важен изпълнителен орган на държавата. В замяна на така получената инвеститура (въвеждане във власт) обаче висшето духовенство дава васална клетва на краля – хомагиум/хомагомах. Светският владетел потвърждава сана на духовния владетел чрез символично връчване на скиптър, клонче или пръстен. Тази църковна организация, поставена в служба на държавата и представляваща нейна главна опора, се означава в литературата с термина имперска църква (на немски: Reichskirche).
През 968 император Ото I избира Магдебург за седалище на архидиоцез с Адалберт фон Трир като архиепископ, въпреки че градът няма централно разположение, а е на източната граница на владенията му. С това той подчертава намерението си за разширение на държавата и разпространение на християнството на изток. Плановете му не успяват, тъй като той умира през 973 в Мемлебен.

### Външна политика
Отон I значително разширява териториалните граници на държавата – продължава със завоеванията на изток, стигайки до р. Одер и следвайки наложената от Карл Велики практика за насилствена християнизация на покореното население. Освен това успява да присъедини Херцогство Лотарингия и да принуди датския крал да му даде васална клетва. Основната външна заплаха, както и по времето на Хайнрих I Птицелов (911 – 936), продължават да бъдат маджарите (унгарците). През 955 г. обаче, в битката при р. Лех, Отон успява да ги разбие и да ги изтласка окончателно в земите на днешна Унгария, където те по-късно основават своя държава.
Отон I се стреми и към завладяване на Рим и подчиняване на папата. През 951 г. той предприема първия си поход в Италия, в резултат на който успява да завладее Ломбардия, където в Павия е коронясан с желязната корона на лангобардските крале. През 961 г. отново предприема поход в Италия, стигайки до Рим. През 962 г. е коронясан от папа Йоан XII за император. Този акт поставя началото на новата империя на Запада – Свещената Римска империя (на германската нация), която просъществува до началото на XIX в. В замяна Отон признава властта на папата над светските си земи, на които обаче той остава върховният сеньор. Изисква папата да се избира според действащите обичаи, но да не се посвещава в длъжност преди да е дал клетва пред императора, с което създава т.нар. имперска църква, която е зависима от владетеля, а не от папата. Това води до остър конфликт между папството и империята през следващите столетия. Отон I успява дори да получи признание на титлата си от страна на Византия, за което свидетелства бракът между сина му Отон II и византийската принцеса Теофано.

## Характер
Според негов съвременник Отон бил верен приятел, щедър и снизходителен владетел. След смъртта на кралица Едит, се научил да чете. Обичал лова, играта на шашки и рицарските игри. Имал грамадно тяло с космати гърди, червено лице, бяла коса, дълга брада и живи очи. Носел облекло само родно производство. Спял малко и говорел насън.

## Брак и деца
- с една знатна славянка:
  - Вилхелм (* 929: † 2 март 968), архиепископ на Майнц (954 – 968).
- от 929 г. с Едит Английска (* 910; † 26 януари 946 или 947), дъщеря на краля на Уесекс Едуард I Старши и Елфлида. Деца:
  - Лиудолф (* 930; † 6 септември 957), херцог на Швабия (950 – 954), крал на Италия (956 – 957)
  - Лиутгарда (931 – 953), омъжена от 947 г. за Конрад I Червения (* ок. 922; † 10 август 955, херцог на Лотарингия)
- от 9 октомври 951 г. с Аделхайд Бургундска (* 931; † 16 декември 999), дъщеря на краля на Горна Бургундия Рудолф II и Берта Швабска и вдовица на Лотар II, крал на Италия. Деца:
  - Хайнрих (952/953 – 954)
  - Бруно (953/954 – 957)
  - Матилда (* 954; † 7 февруари 999), игуменка на Кведлинбург от 966 г.
  - Отон II (* 955; † 7 декември 983), император на Свещената Римска империя от 973 г.